# Skeda socken
Skeda socken i Östergötland ingick i  Hanekinds härad, ingår sedan 1971 i Linköpings kommun och motsvarar från 2016 Skeda distrikt.
Socknens areal är 72,75 kvadratkilometer varav 72,01 land. År 2000 fanns här 1 110 invånare. En del av tätorterna Slaka, tätorten Skeda udde samt kyrkbyn Skeda med sockenkyrkan Skeda kyrka ligger i socknen. 

## Administrativ historik
Skeda socken har medeltida ursprung. 
Vid kommunreformen 1862 övergick socknens ansvar för de kyrkliga frågorna till Skeda församling och för de borgerliga frågorna till Skeda landskommun. Landskommunen inkorporerades 1952 i Vårdnäs landskommun och ingår sedan 1971 i Linköpings kommun.
1 januari 2016 inrättades distriktet Skeda, med samma omfattning som församlingen hade 1999/2000.  
Socknen har tillhört samma fögderier och domsagor som Hanekinds härad.  De indelta soldaterna tillhörde   Första livgrenadjärregementet, Kinds kompani och Andra livgrenadjärregementet, Vestanstångs kompani.

## Geografi
Skeda socken ligger söder om Linköping. Socknen är en övergångsbygd mellan slättbygd på Östgötaslätten och kuperad skogsbygd i söder.

## Fornlämningar

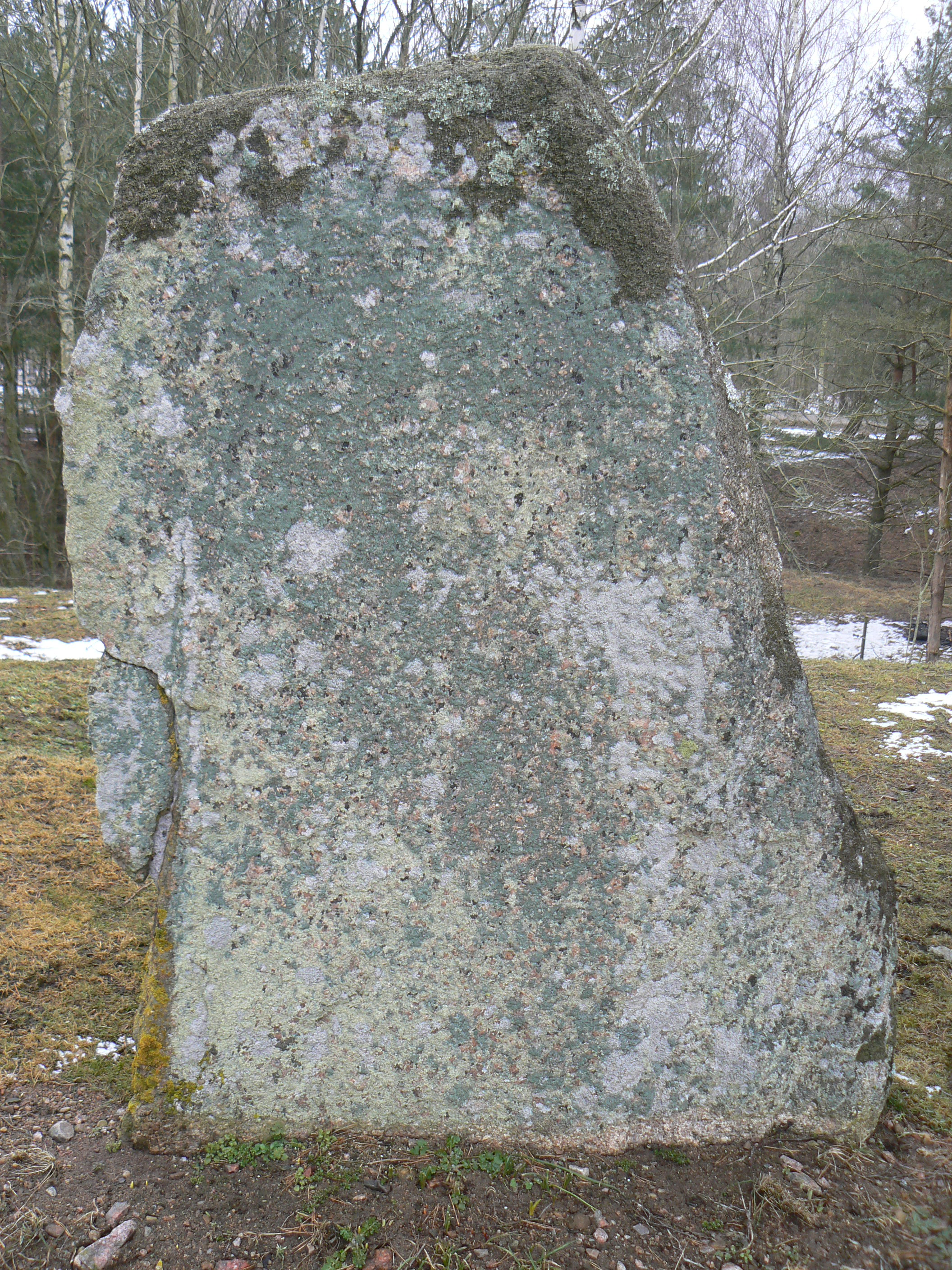
Östergötlands runinskrifter 115 vid Ånväga.

Kända från socknen är en hällkista från stenåldern, stensättningar från bronsåldern samt sex gravfält, stensträngar och en fornborg från järnåldern. Tre runristningar är kända.

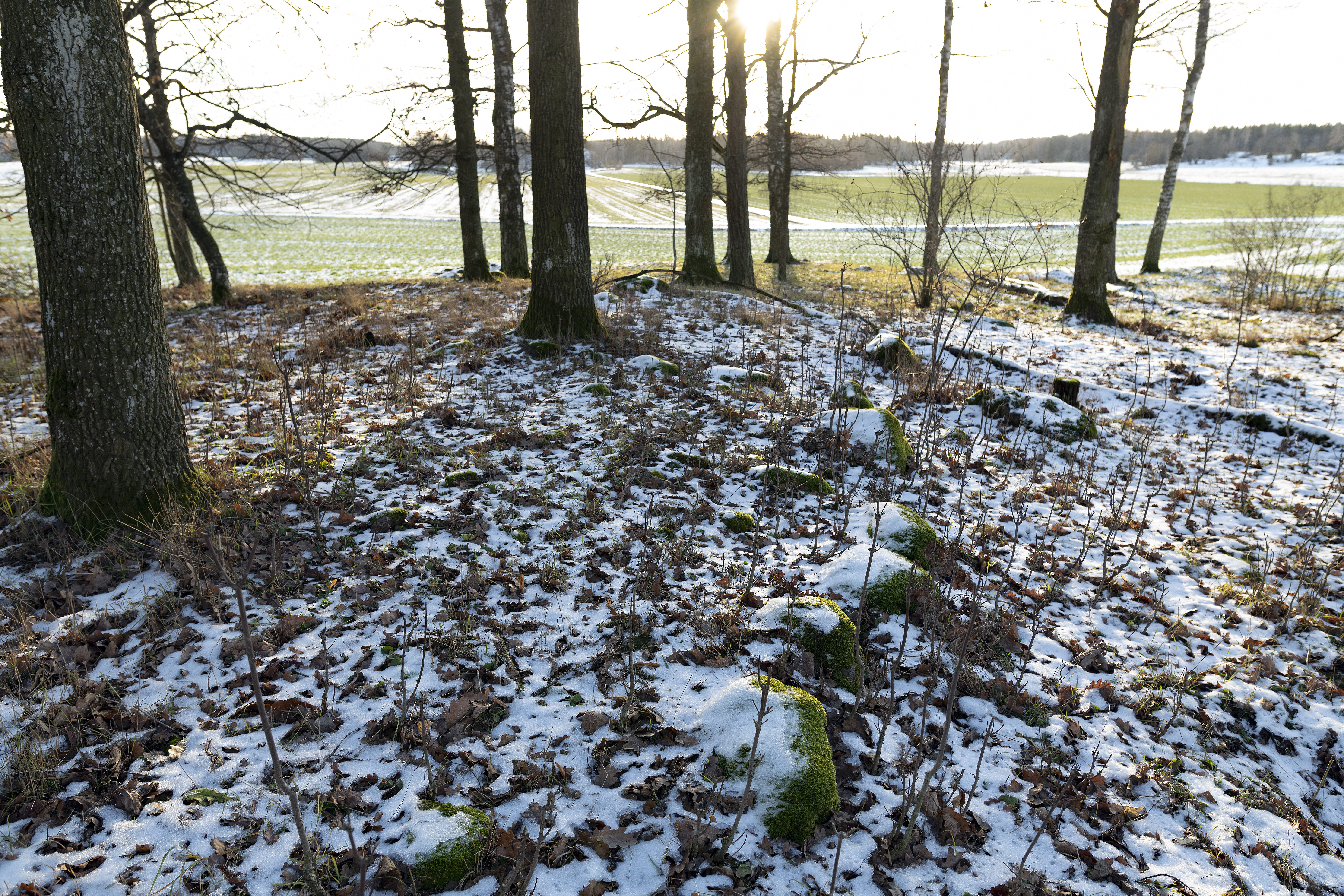
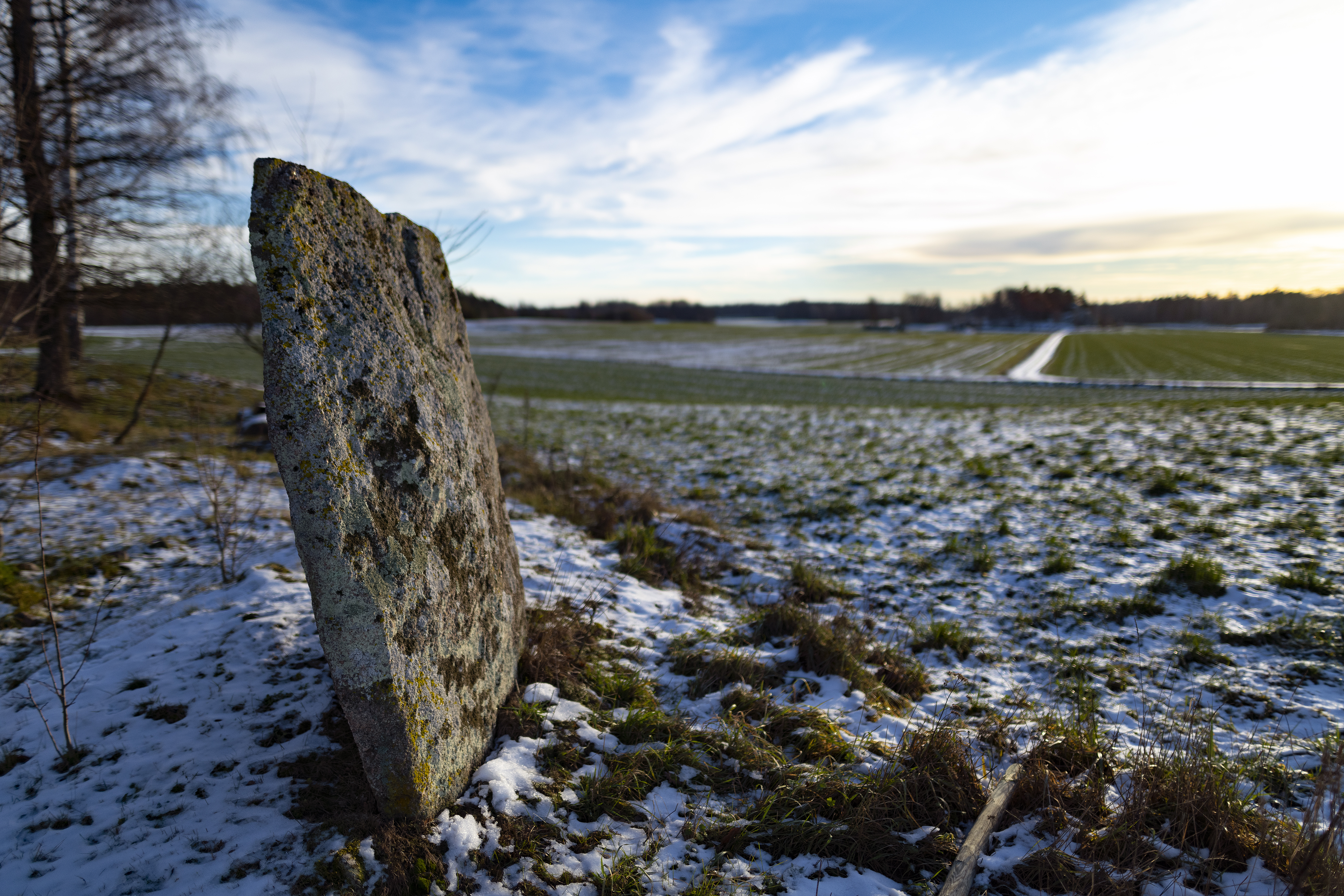
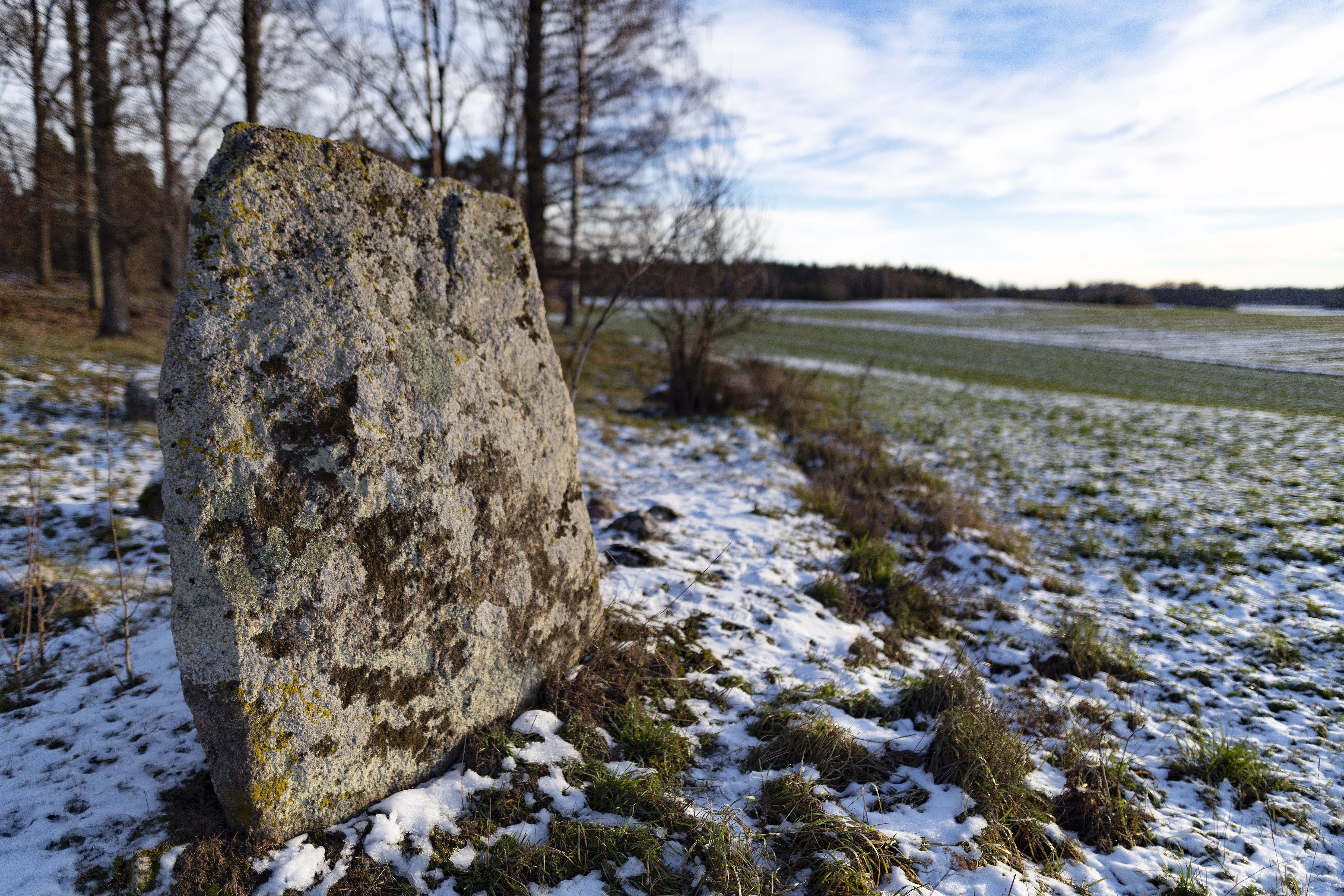
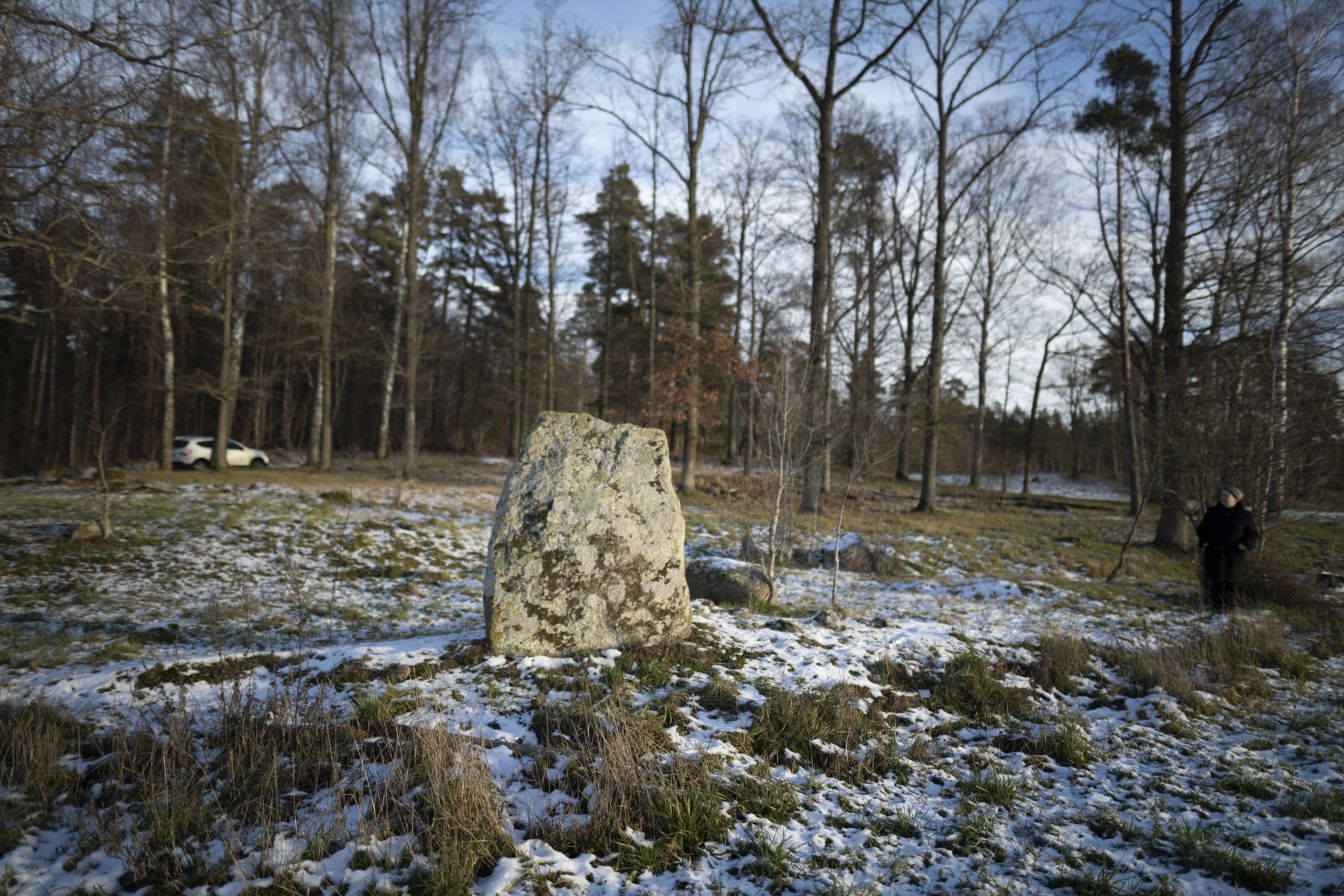
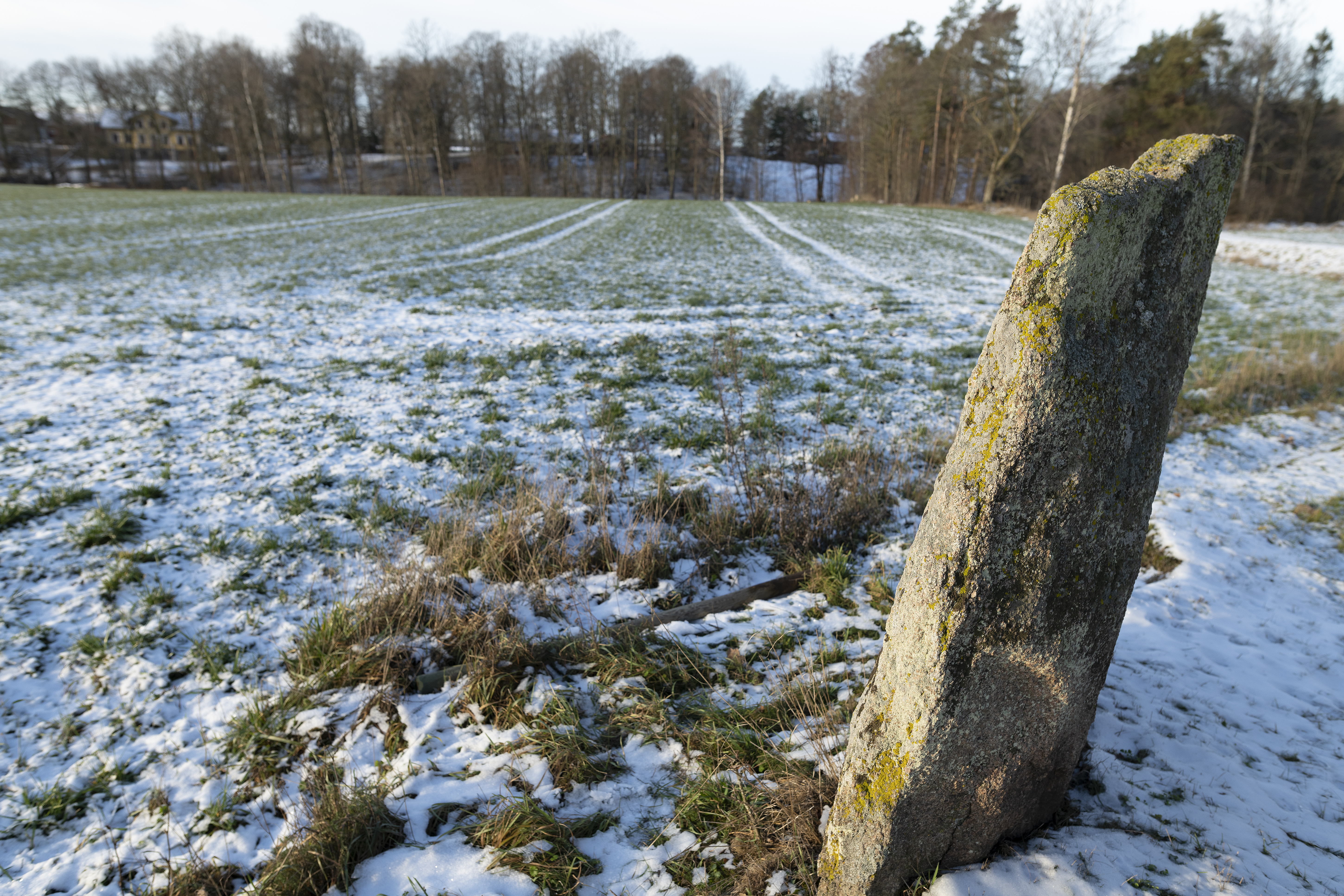
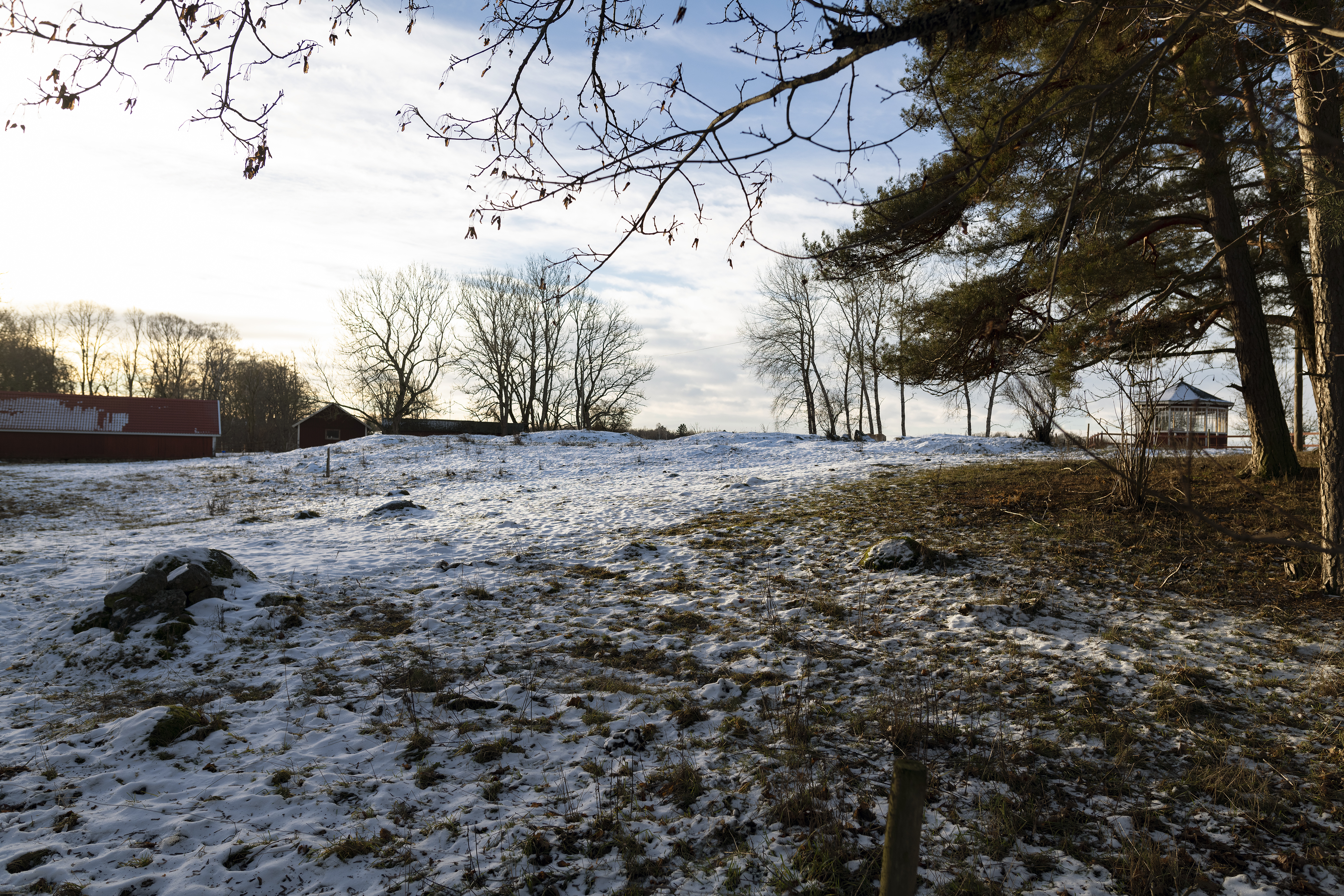
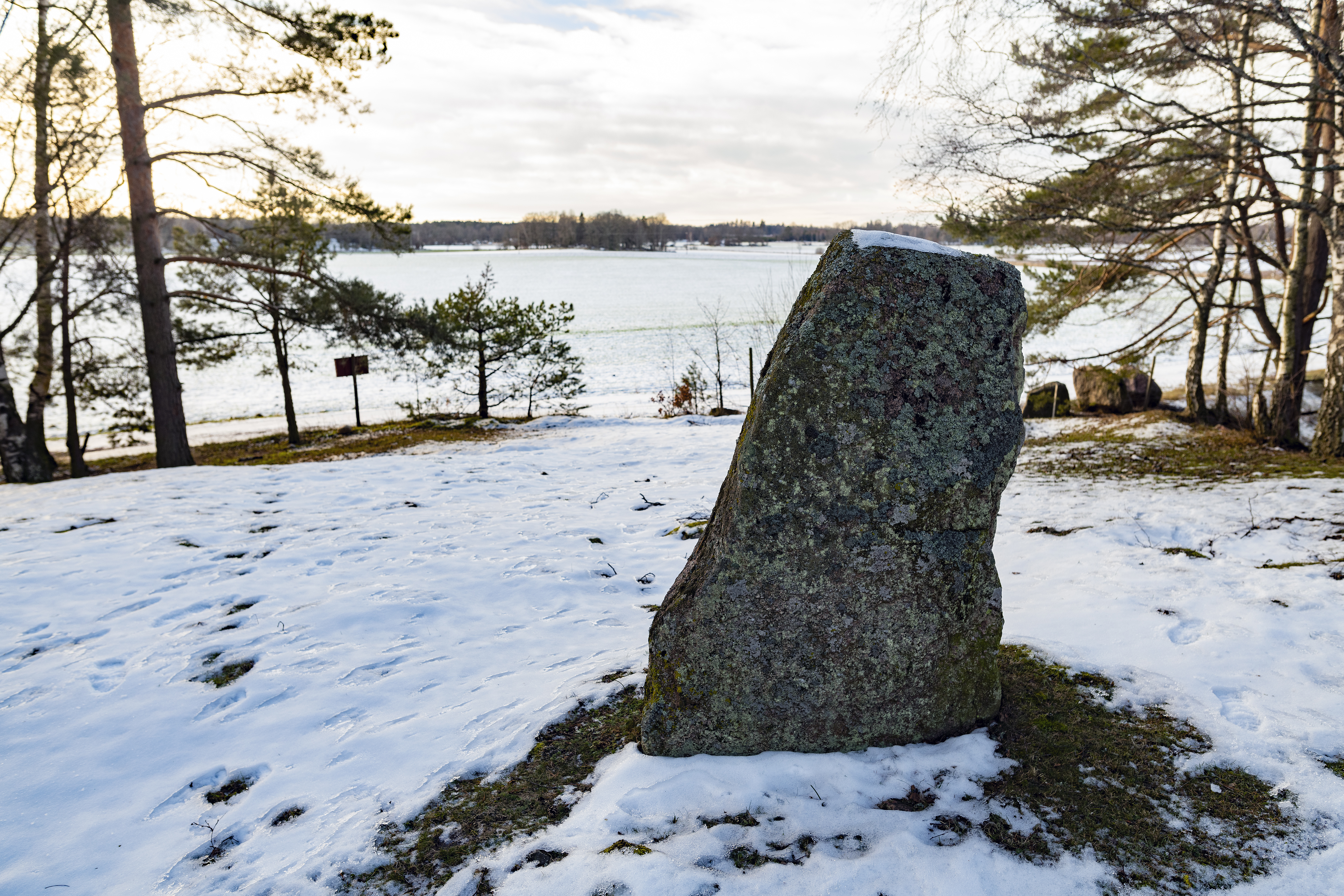

## Namnet
Namnet (1352 Skethe) kommer från en bebyggelse vid kyrkan. Namnet innehåller pluralform av skede i någon av betydelserna 'vägsträcka' eller 'rågång'.

## Personer från Skeda socken
- Carl von Feilitzen
- Otto von Feilitzen
- Urban von Feilitzen
- Jacob Axelsson Lindblom
- Johan Ulrik Wallenberg

### Fotnoter
1. 1 2  Svensk Uppslagsbok andra upplagan 1947–1955: Skeda socken
2. 1 2  Harlén, Hans; Harlén Eivy (2003). Sverige från A till Ö: geografisk-historisk uppslagsbok. Stockholm: Kommentus. Libris 9337075. ISBN 91-7345-139-8
3. ↑  Administrativ historik för Skeda socken (Klicka på församlingsposten). Källa: Nationella arkivdatabasen, Riksarkivet.
4. 1 2  Sjögren, Otto (1931). Sverige geografisk beskrivning del 2 Östergötlands, Jönköpings, Kronobergs, Kalmar och Gotlands län. Stockholm: Wahlström & Widstrand. Libris 9939
5. 1 2  Nationalencyklopedin
6. ↑  Fornlämningar, Statens historiska museum: Skeda socken
7. ↑  Fornminnesregistret, Riksantikvarieämbetet: Skeda socken Fornminnen i socknen erhålls på kartan genom att skriva in sockennamn (utan "socken") i "Ange geografiskt område"
8. ↑  Mats Wahlberg, red (2003). Svenskt ortnamnslexikon. Uppsala: Institutet för språk och folkminnen. Libris 8998039. ISBN 91-7229-020-X. https://isof.diva-portal.org/smash/get/diva2:1175717/FULLTEXT02.pdf